# Glanz und Elend der Kurtisanen (film 1920)
Glanz und Elend der Kurtisanen è un film muto del 1920 diretto da Louis Ralph, Conrad Wiene, Robert Wiene. La sceneggiatura si basa su Splendori e miserie delle cortigiane di Honoré de Balzac.

## Produzione
Il film fu prodotto dall'International-Film.

## Distribuzione
Il film fu presentato in pubblico il 27 marzo 1920.